# Танасевський Борис Захарович
Борис Захарович Танасевський (1921, село Красненьке, тепер Рибницького району, Молдова — 1978, місто Кишинів, тепер Молдова) — молдавський радянський державний діяч, голова Кишинівського міськвиконкому. Член ЦК Комуністичної партії Молдавії. Депутат Верховної Ради СРСР 4—5-го скликань.

## Життєпис
Народився в родині селянина-середняка. Закінчив семирічну школу, в 1939 році закінчив Балтський педагогічний технікум Молдавської АРСР. У 1939 році вступив до Балтського державного вчительського інституту.
У 1939—1945 роках — у Червоній армії. Учасник німецько-радянської війни.
Член ВКП(б) з 1943 року.
У 1946—1947 роках — заступник голови виконавчого комітету Бельцької повітової ради депутатів трудящих Молдавської РСР.
У 1947—1950 роках — слухач Вищої партійної школи при ЦК ВКП(б) у Москві.
У 1950—1952 роках — заступник голови виконавчого комітету Кишинівської міської ради депутатів трудящих Молдавської РСР
У 1952—1953 роках — секретар Кишинівського окружного комітету КП(б) Молдавії.
У серпні 1953—1958 роках — голова виконавчого комітету Кишинівської міської ради депутатів трудящих.
З 1958 року — директор Молдавського республіканського державного видавництва «Картя Молдовеняске» («Молдавська книга»).
Потім — на пенсії. 
Помер 1978 року. Похований на центральному (Вірменському) цвинтарі Кишинева.

## Нагороди
- орден «Знак Пошани»
- медалі